# Erythrolamprus dorsocorallinus
Espèce
Synonymes
- Liophis dorsocorallinus Esqueda, Natera, La Marca & Ilija-Fistar, 2007

Erythrolamprus dorsocorallinus  est une espèce de serpents de la famille des Dipsadidae.

## Répartition
Cette espèce est endémique de l'État de Barinas au Venezuela.

## Publication originale
- Esqueda, Natera, La Marca & Ilija-Fistar, 2007 "2005" : Nueva especie de serpiente (Reptilia: Colubridae: Liophis) de un bosque tropical relictual en el estado Barinas, Venezuela. Herpetotropicos, vol. 2, no 2, p. 95-103.